# 캄보디아 의회
캄보디아 의회(크메르어: ព្រឹទ្ធសភា)는 상원과 국민의회로 구성된 캄보디아의 양원제 입법부이다. 의회는 의원 187명, 하원의원 125명, 상원의원 62명으로 구성된다.
두 개의 의회가 있다.
- 국민의회(រដ្ឋសភា Rôdthâsâphéa)는 125명의 의원으로 구성되며, 비례 대표를 통해 5년 임기로 선출된다.
- 상원(ព្រឹទ្ធសភា Prœ̆tthôsâphéa)은 62명의 의원으로 구성되며, 그 중 2명은 국왕이 임명하고 나머지 2명은 국회가 임명하며, 나머지는 코뮌 의원과 국회의원이 선출한다.

## 같이 보기
- 캄보디아의 정치